# Pseudoxandra cauliflora
Pseudoxandra cauliflora är en kirimojaväxtart som beskrevs av Paulus Johannes Maria Maas. Pseudoxandra cauliflora ingår i släktet Pseudoxandra och familjen kirimojaväxter. Inga underarter finns listade i Catalogue of Life.